# Czestków B
Czestków B es un pueblo ubicado en el distrito administrativo de Gmina Buczek, dentro del Distrito de Łask, Voivodato de Łódź, en Polonia central. Se encuentra aproximadamente a 6 kilómetros al noroeste de Buczek, a 5 kilómetros al sur de Łask, y a 36 kilómetros al suroeste de la capital regional Łódź.
El pueblo tiene una población de 290 habitantes.